# Pohnpei (állam)
Pohnpei állam a Mikronéziai Szövetségi Államok négy államának egyike. A többi állam keletről nyugatra Kosrae, Chuuk, és Yap állam. Az állam fő szigete Pohnpei.

## Történelem
Pohnpei gyarmatosítás előtti története három szakaszra oszlik: Mwehin Kawa vagy Mwehin Aramas (kb. 1100); Mwehin Sau Deleur (kb. 1100-tól kb. 1628-ig); és Mwehin Nahnmwarki (kb. 1628-tól kb. 1885-ig).
Pohnpeiben egy mikronéziai civilizáció érdekes romjai találhatók, különösen Nan Madol romjai.

## Spanyol gyarmatosítás

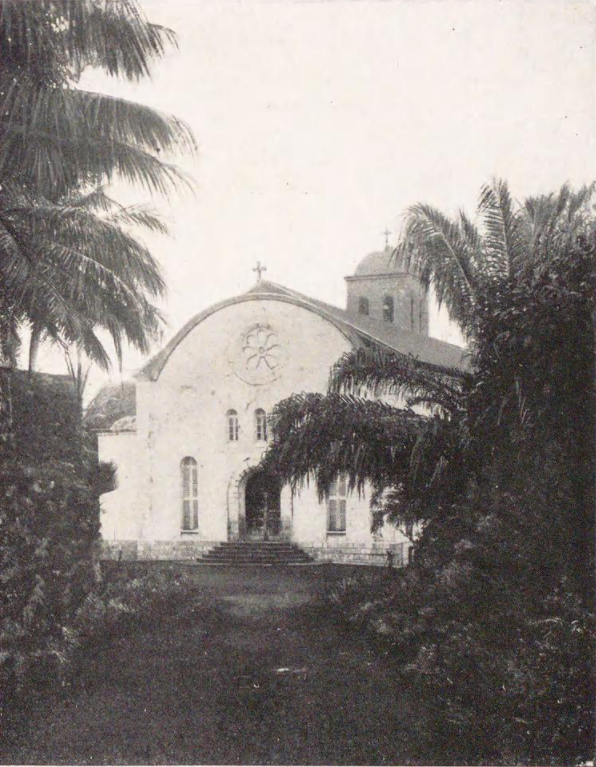
Régi katolikus templom Pohnpeiben (1932)

A Karolina-szigetekre, amelyeken belül Pohnpei szigete is található, 1526. augusztus 22-én látogatott el Toribio Alonso de Salazar spanyol felfedező. 1528. január 1-jén Alonso de Saavedra felfedező a spanyol király nevében birtokba vette Uluti szigeteit. A szigetcsoportot 1542-ben, a Matelotes-szigeteket 1543-ban és 1545-ben, Legazpi-t 1565-ben keresték fel.
Az első európai látogató Ponapére Pedro Fernández de Quirós volt, a San Gerónimo spanyol hajó parancsnoka. 1595. december 23-án látta meg a szigetet; a leírása rövid, és soha nem szállt le ott. A második ismert európai látogatásra csak jóval később került sor, az ausztrál John Henry Rowe hajója, a John Bull 1825. szeptember 10-én érkezett a szigetre, a bennszülöttek támadása során. Pohnpei a Szenjavin-szigetekkel együtt határozottan felkerült az európai navigációs térképekre, miután Fjodor Litke orosz hajós meglátta 1828-ban, több mint két évszázaddal a Karolina-szigetek többi része után. Ezen a szigeten találták meg a Karolinák kormányának fő székhelyét. A spanyolok Ponapénak nevezték a szigetet, és megalapították Santiago de la Ascensión városát, amely az első fővárosuk lett. Mivel ez volt a spanyol gyarmat (hivatalnokokból, katonaságból, misszionáriusokból és filippínó munkásokból álló) székhelye, egyszerűen Colonia vagy Kolonia néven vált ismertté, a jelenlegi főváros, Palikir mellett.
1885-ben a spanyol kormány parancsára új expedíciót szerveztek a Fülöp-szigeteken, amely akkoriban Spanyolország gyarmata volt, hogy a Karolinák szigetcsoportjának végleges elfoglalását a spanyol fennhatóság alá vonják. A szigetcsoport keleti részén fekvő, több mint 2 millió négyzetkilométernyi óceáni Ponapé szigetét Manila-Guaján-Ponapé hármas támogatásával választották a kormány székhelyéül, ami lehetővé tette a hatékony járőrözést is. hogy hatalmas kiterjedésű joghatósági vizek.
Posadillo parancsnokot nevezték ki az expedíció élére, és 1885 végén érkezett a szigetre. A szigeten telepítették a szűkös helyőrséget és adminisztratív felszerelést. A társaság gazdaságilag nem volt jövedelmező "az exporttermékek csekély változatossága, a piacoktól való távolság, a kis négyzetkilométerek elfoglalása és a növekvő számú különítmény fenntartási költségei" miatt; ez inkább presztízskövetelmények miatt volt. Emiatt, amikor 1887-ben felkeltek az őslakosok, akik meggyilkolták az egész spanyol gyarmatot, azonnal új expedíciót utasítottak az indulásra.
A következő spanyol expedíciót alkotó csapatokat Diaz Varela parancsnok irányította. A haditengerészet másik főnöke, Don Luis Cadarso y Rey a szigetcsoport kormányzójaként csatlakozott az expedícióhoz. Tizenegy évvel később Cavite-ban halt meg, az Olímpia amerikai csatahajóra, az amerikai flotta zászlóshajójára szállva. Ponapét tizenkét napos fájdalmas utazás után értek el, és amit a bennszülöttek elpusztítottak, azt újjáépítették, és egy erődbe zárták. Amikor jelentős katonai jelenlétet láttak a szigeten, elfogadták a spanyol hatalmat, egy Deoane nevű európai tanácsával, aki közöttük élt, és aki az előző lázadás felbujtója lehetett.
Míg a spanyol uralom a szigeten tartott, békés időszakok és összetűzések zajlottak ezen a bonyolult morfológiájú területen, amely megnehezítette a műveleteket. A lázadásokhoz gyakran csatlakoztak a szomszédos szigetekről származó őslakosok is, amelyek felett nem lehetett hatékony ellenőrzést gyakorolni. Ezekben az években arányosan sok volt a spanyol áldozatok száma az összetűzések következtében: az egyikben például harminc halott és ötven sebesült volt. Gyakran abszolút erővel kellett a tekintélyt alkalmazni. A „spanyol fal” néven ismert Fort Alfonso XIII maradványai a gyarmati időszakból származnak.

## Német és japán irányítás
Az 1898 -as spanyol–amerikai háború után Németország megvásárolta a szigetet Spanyolországtól; a német fennhatóság alatt a gyarmat hivatalosan Kolonia nevet kapta. Ponapét az első világháború idején Japán megszállta, majd a Népszövetség kijelentette, hogy a Karolina-szigetek a német vereség háborús adósságaként a japán kormányra szálljanak át, a Marshall-szigetekkel és a Mariana-szigetekkel (Guam kivételével) együtt. Japán szuverenitása 1914-től 1945-ig tartott.

Pohnpei zászlaja 1977 és 1992 között

## Földrajz
Pohnpei állam a Csendes-óceánon, a Karolina-szigetek keleti végének közelében található. Körülbelül félúton van Honolulu és Manila között. Pohnpei állam területe körülbelül 345 négyzetkilométer (133,2 négyzetmérföld).
Pohnpei külső szigetei alacsony szigetek, köztük Pingelap, Mokil, Ant, Pakin, Ngatik, Nukuoro, Oroluk és Kapingamarangi ; ide tartozik a nagyrészt víz alá süllyedt Minto-zátony is.
A tengerparti síkságok, a talus lejtők és a hordalékkúpok kivételével a Pohnpei -sziget, egy magas sziget nagy része zord hegyvidéki, buja és zöldellő, legmagasabb csúcsa 791 méter (2595 láb). Esőerdeje sűrű és gazdag; kiterjedt mangrove mocsarak szegélyezik az alacsony part nagy részét. A sziget nagyjából kör alakú, 130 kilométeres partját korallzátony veszi körül.

## Politika
Pohnpei állam a Mikronéziai Szövetségi Államok négy szövetségi államának egyike. Demokratikus föderációként minden állam képes megtartani nagyszámú hatalmat az államon belül, valamint a szövetségi államokra jellemző bizonyos szintű szuverenitást. Pohnpei vezérigazgatója a kormányzó. Pohnpeinek egykamarás törvényhozása van.

## Fordítás
- Ez a szócikk részben vagy egészben  a   Pohnpei State című angol Wikipédia-szócikk fordításán alapul.  Az eredeti cikk szerkesztőit annak laptörténete sorolja fel. Ez a jelzés csupán a megfogalmazás eredetét és a szerzői jogokat jelzi, nem szolgál a cikkben szereplő információk forrásmegjelöléseként.